# Форос
Форос, Симахикос форос или трибут на Делоския съюз (на гръцки: φόρος) е ежегодната парична вноска за военни цели на полисите – участници в Делоския съюз. Свидетелство за данъка дават частично запазени надписи върху каменни плочи от периода 475-409 пр. Хр., които представляват важен исторически паметник от Класическата епоха. 
Военният съюз между Атина и полисите се споменава за пръв път в Делфийски надписи, датирани на 475 пр. Хр., но имената на полисите са нечетливи. Най-ранният останал запис на данъчните задължения е запазен в атински надписи от 454 г., когато Перикъл премества хазната на съюза от Делос в Атина. Данъкът, първоначално определен на 460 таланта от Аристид по справедлив начин според възможностите на всеки участник в съюза, е увеличаван няколко пъти.
Полисите-вносители са описвани в шест географски района:
- Островен – Несиотикос форос (Νησιωτικὸς φόρος)
- Йонийски – Ионикос форос (Ἰωνικὸς φόρος)
- Карийски – Карикос форос (Καρικὸς φόρος)
- Тракийски – Тракикос форос (Θράκιος φόρος)
- Хелеспонтски – Елеспонтиос форос (Ἑλλησπόντιος φόρος)
- Понтийски (Черноморски) – Понтикос форос (Ποντικός φόρος)